# Altenhof (Mecklembourg)
Pour les articles homonymes, voir Altenhof.
Altenhof est une commune d'Allemagne située dans l'arrondissement du Plateau des lacs mecklembourgeois, dans le Land de Mecklembourg-Poméranie-Occidentale.